# Phân họ Dứa
Phân họ Dứa (danh pháp: Tillandsioideae) là phân họ thực vật thuộc họ Dứa Bromeliaceae. Trong họ Dứa, phân họ này có ít chi nhất (9 chi) nhưng chiếm nhiều loài nhất (1.277 loài). 

## Các chi
- Alcantarea (23 loài)
- Catopsis Griseb. (18 loài)
- Glomeropitcairnia (2 loài)
- Guzmania Ruiz & Pav. (207 loài)
- Mezobromelia (9 loài)
- Racinaea (61 loài)
- Tillandsia L. (609 loài)
- Vriesea Lindl. (261 loài)
- Werauhia J.R.Grant (87 loài)

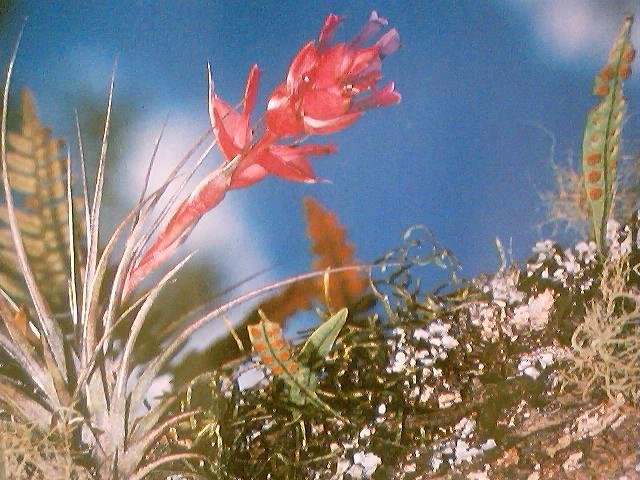
Tillandsia sp.
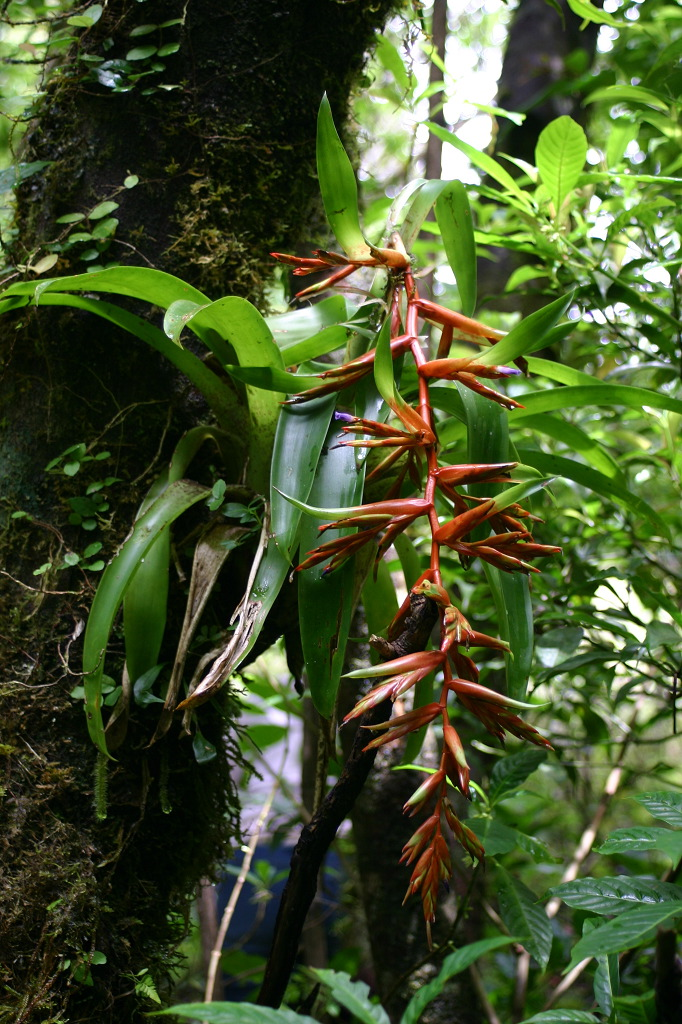
Hoa của Tillandsia excelsa
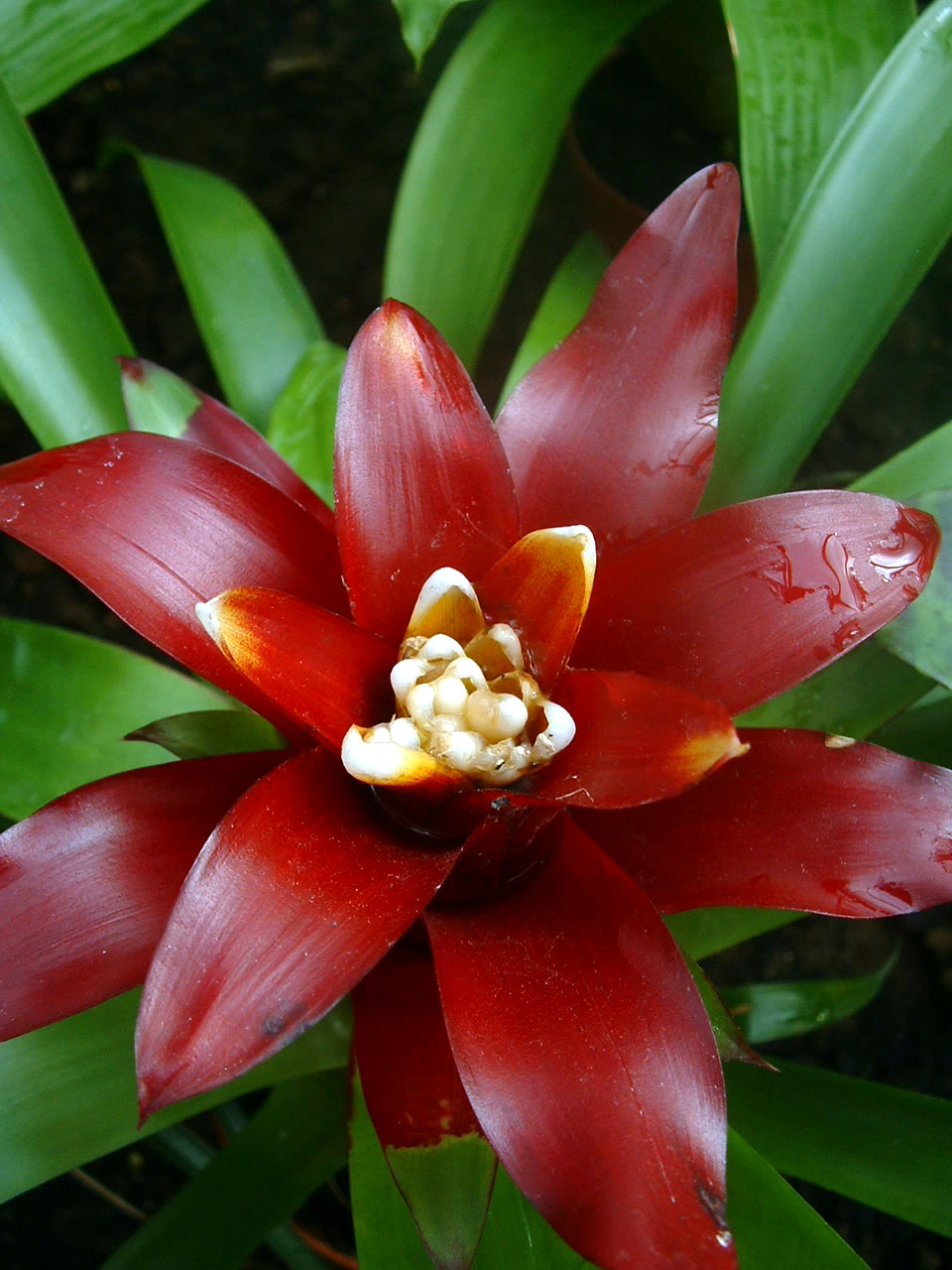
Guzmania lingulata